# Bileća
Bileća je općina u jugoistočnom dijelu Bosne i Hercegovine. Površina općine je 633 km², a ukupno stanovništvo je 10.807 (2013.). Općinsko sjedište je gradić Bileća. Općina pripada entitetu Republika Srpska.

## Zemljopis
Ovo se područje nalazi na prelazu primorske i planinske Hercegovine. U njegovu reljefu ističu se gola vapnenačka brda, Bilećko jezero, manja polja (Bilećko, Fatničko i dio Dabarskog) te čitav niz ostalih oblika golog krša. Grad Bileća razvija se oko nekadašnje male varošice na obodu Bilećkog polja na nadmorskoj visini od 440 metara. Nalazi se na raskrižju cesta Gacko – Dubrovnik i Mostar – Nikšić. Od Dubrovnika je udaljena 58, Mostara oko 100, Trebinja 30 i Nikšića 60 km.

## Stanovništvo

### Popisi 1971. – 1991.
| Stanovništvo općine Bileća |                  |                  |                  |
| godina popisa              | 1991.            | 1981.            | 1971.            |
| Srbi                       | 10.628 (80,00 %) | 10.190 (77,20 %) | 10.880 (80,92 %) |
| Muslimani                  | 1947 (14,65 %)   | 1803 (13,66 %)   | 2079 (15,46 %)   |
| Hrvati                     | 39 (0,29 %)      | 44 (0,33 %)      | 82 (0,60 %)      |
| Jugoslaveni                | 222 (1,67 %)     | 727 (5,50 %)     | 69 (0,51 %)      |
| ostali i nepoznato         | 448 (3,37 %)     | 435 (3,29 %)     | 334 (2,48 %)     |
| ukupno                     | 13.284           | 13.199           | 13.444           |

#### Bileća (naseljeno mjesto), nacionalni sastav
| Bileća             |                |                |                |
| godina popisa      | 1991.          | 1981.          | 1971.          |
| Srbi               | 5619 (74,24 %) | 3882 (67,36 %) | 2810 (69,67 %) |
| Muslimani          | 1290 (17,04 %) | 841 (14,59 %)  | 828 (20,53 %)  |
| Hrvati             | 39 (0,51 %)    | 42 (0,72 %)    | 82 (2,03 %)    |
| Jugoslaveni        | 209 (2,76 %)   | 618 (11,29 %)  | 64 (1,58 %)    |
| ostali i nepoznato | 411 (5,43 %)   | 380 (6,59 %)   | 249 (6,17 %)   |
| ukupno             | 7568           | 5763           | 4033           |

### Popis 2013.
| Stanovništvo općine Bileća |                  |
| godina popisa              | 2013.            |
| Srbi                       | 10.646 (98,51 %) |
| Bošnjaci                   | 26 (0,24 %)      |
| Hrvati                     | 21 (0,19 %)      |
| ostali i nepoznato         | 114 (1,05 %)     |
| ukupno                     | 10.807           |

| Bileća – naseljeno mjesto |                |
| godina popisa             | 2013.          |
| Srbi                      | 7500 (98,48 %) |
| Hrvati                    | 19 (0,25 %)    |
| Bošnjaci                  | 7 (0,09 %)     |
| ostali i nepoznato        | 90 (1,18 %)    |
| ukupno                    | 7616           |

## Naseljena mjesta
Općinu Bileća sačinjavaju sljedeća naseljena mjesta:
Baljci,
Bijela Rudina, 
Bijeljani, 
Bileća, 
Bodenik, 
Bogdašići, 
Brestice, 
Čepelica, 
Deleuša, 
Divin, 
Dlakoše, 
Dola, 
Donja Meka Gruda, 
Donji Davidovići, 
Đeče, 
Fatnica, 
Golobrđe, 
Gornja Meka Gruda, 
Gornji Davidovići, 
Granica, 
Hodžići, 
Kačanj, 
Kalac, 
Korita, 
Krivača, 
Krstače, 
Kukričje, 
Kuti, 
Lađevići, 
Milavići, 
Mirilovići,
Miruše, 
Mrežica, 
Narat, 
Njeganovići, 
Oblo Brdo, 
Orah, 
Orahovice, 
Pađeni, 
Panik, 
Plana, 
Podgorje, 
Podosoje,
Preraca, 
Prijevor, 
Prisoje, 
Rioca, 
Selišta, 
Simijova, 
Skrobotno, 
Šobadine, 
Todorići, 
Torić, 
Trnovica, 
Vlahinja, 
Vranjska, 
Vrbica, 
Zasada, 
Zaušje, 
Zvijerina
i Žudojevići.

## Uprava
Poslije potpisivanja Daytonskog sporazuma, općina Bileća u cjelini, ušla je u sastav Republike Srpske.

## Povijest
Bileća se spominje u povijesnim vrelima od 1286. godine pod nazivom „Bilechia”. Naselje se nalazilo na karavanskom putu koji je spajao Dubrovnik s unutrašnjosti Balkanskog poluotoka. Kod Bileće su, 27. kolovoza 1388., snage Bosanskoga kraljevstva predvođene Vlatkom Vukovićem Kosačom i Radičem Sankovićem pobijedile osmanlije.
Godine 1466. Bileća pada pod osmansku vlast. Tako ostaje sve do 1878. godine kada dolazi austrougarska uprava. U mjestu je početkom 20. stoljeća izgrađena vojarna.
Prve ratne pošte u BiH napravljene su duž pravaca kojiam su nadirale austro-ugarske postrojbe, ovisno o terenskim uvjetima. Do 15. listopada 1878. otvorene su uz ekspoziture ratnih pošta i etapne poštanske postaje i među njima u Bileći. Kad su austro-ugarske snage slomile pobunjenički otpor i osigurale određeni stupanj sigurnosti, dopustile su i civilima služiti se ratnim poštama. Krajem listopada i početkom studenoga 1878. uspostavljena je poštanska linija Trebinje – Bileća koja je pošiljke prenosila triput tjedno.

### Austro-ugarska vlast
Austro-ugarsku vlast dočekala je kao trgovište. 1879. godine u gradu je bilo 60 kuća i 263 stanovnika. Nakon austro-ugarskog zaposjedanja BiH 1878. pristupilo se izgradnji kolskog puta od Dubrovnika do Trebinja, a odlučnije se isticalo i pitanje izgradnje željezničke pruge od Dubrovnika preko Hercegovine i dalje. Bilo je interesenata iz Praga koji su se raspitivali kod dubrovačke općinske uprave o sufinanciranju gradnje željezničke pruge od Dubrovnika preko Trebinja do Bileće.
Godine 1910. godine Bileća je narasla na 1871 stanovnika. U gradu je bilo 307 kuća. Po vjeri u Bileći je živjelo 757 muslimana, 890 pravoslavnih, 196 katolika i 15 židovske vjere. Veliki prirast bio je jer je u Bileći živjelo više vojnika nego civila.

### Druga Jugoslavija
Između 1949. i 1953. godine u bilećkom zatvoru, bivšoj austro-ugarskoj vojarni, bilo je zatvoreno 3567 političkih kažnjenika, u koji su jugoslavenske vlasti slale činovnike jugoslovenskih oružanih snaga, za koje se smatralo da su bili odani Staljinu (informbirovce). Zatvor je bio zloglasan po lošim uvjetima i smrtima od mučenja.
Ubrzani razvoj poslije drugog svjetskog rata cijelog kraja dao je tekstilni kombinat "Bilećanka".

### Rat u BiH
U ratu u BiH, Bileća je bila zloglasna po zatvorima. Bošnjački i hrvatski civili bili su 1992. mučeni i premlaćivani u Stanici javne sigurnosti i Đačkom domu u Bileći, gdje je bilo zarobljeno oko 150 ljudi. Sud BiH osudio je tri osobe na višegodišnje zatvorske kazne zbog tog zločina protiv čovječnosti. Osim tih mjesta, na području Bileće bilo je još nekoliko mjesta zatočenja: Hall, internat, civilni zatvor, podrum, logor, škola pričuvnih časnika i vojne barake. Nakon rata u Bosni i Hercegovini, Bileća je pripala Republici Srpskoj.

## Gospodarstvo
U prošlosti, stanovništvo se bavilo ekstenzivnim stočarstvom i ratarstvom. Važan resurs je bilećki kamen. Bjeličastim bunjanim bilećkim kamenom proteklih su desetljeća tisuće kuća u BiH i susjedstvu obložene. Od njega su građeni brojni stećci čije su srednjovjekovne nekropole brojne u okolici. Od njih je samo nekropola stećaka u Radmilovića Dubravi, proglašena nacionalnim spomenikom.
U blizini je Bilećko jezero, najveća umjetna vodena akumulacija u jugoistočnoj Europi. Radi nje je isljeno cijelo selo koje je ležalo na jednom njegovom dijelu. Stećci s potopljenog prostora izneseni su i poredani na obali, blizu jedne od bilećkih vojarna, do samog grada.
U Bileći je bila poznata škola pričuvnih časnika JNA. Otkako su premješteni, brojni vojni objekti prenamijenjeni su i stavljeni su na raspolaganje raznim institucijama i društvima.

## Poznate osobe
- Safet Isović, pjevač
- Dušan Vukotić, reditelj i animator
- Karl Malden (Mladen Sekulović), glumac
- Fadil Hadžić, komediograf, filmski redatelj i scenarist, novinar i slikar
- August Frajtić, fotograf
- Hakija Hadžić, političar u NDH i ustaški časnik
- Zvonko Horvat, kuglač
- Ljiljana Jojić, filmska i TV redateljica
- Abdulah Čamo, domobranski muftija u NDH
- Vlado Tomanović, narodni heroj,
- Ankica Dobrić, glumica

## Spomenici i znamenitosti
- Parohijski dom u Bileći
- Crkva sv. Save u Bileći
- Crkva svetog Velikomučenika Lazara u Bileći
- Careva (Gradska ili Obradovića) džamija
- Park narodnih heroja i spomen-kosturnica
- Ravnogorski park
- Manastir Vavedenja Bogorodice u Dobrićevu
- Crkvica sv. Proroka Ilije na otoku u Bilećkom jezeru
- Crkva sv. Arhanđela Mihaila u Trnovom Dolu kod Meke Grude
- Džamija imama Ćamil ef. Avdića na Planoj
- Bajramovića džamija u Orahovicama
- Džamija Hasan-paše Predojevića u Bileći

## Kultura
Bileća je poznata i po staroj partizanskoj pjesmi „Bilećanka” koju su pjevali partizani u narodnooslobodilačkom pokretu za vrijeme Drugog svjetskog rata.

## Šport
- FK Hercegovac Bileća
- KK Hercegovac Bileća

### Članci
- Vidović, Domagoj. 2022. Toponimija bilećkih Rudina u istočnoj Hercegovini. Folia onomastica Croatica. Zavod za lingvistička istraživanja HAZU. Zagreb.  (31): 175–204

## Vanjske poveznice
- (srp.) Službene stranice